# Volker Schmalöer
Volker Schmalöer ist ein deutscher Regisseur.

## Werdegang
Volker Schmalöer besuchte das Internat Schloss Eringerfeld und hat in Köln Theater- und Medienwissenschaften studiert Er begann seine Theaterlaufbahn am Schauspielhaus Bochum, wo er mit Frank-Patrick Steckel und Andrea Breth zusammenarbeitete. Seitdem inszenierte er in Mannheim, Kassel, Oberhausen, Münster, Graz, Zürich, Köln, Hannover und Essen. Überregionale Bedeutung fanden seine Klassiker-Inszenierungen (wie beispielsweise Bertolt Brechts „Baal“ und Tennessee Williams „Endstation Sehnsucht“), sowie seine Ur- und Erstaufführungen (beispielsweise „Harley“ oder „Wermut“).
Zudem inszenierte er Heinrich von Kleist, William Shakespeare, Gerhart Hauptmann, Abi Morgan, Friedrich Schiller, Anton Tschechow, Gotthold Ephraim Lessing, Peter Handke und andere.